# Organocerijumska hemija
Organocerijumska hemija je nauka o organometalnim jedinjenjima koja sadrže jednu ili više hemijskih veza između ugljenika i cerijuma. Ova jedinjenja obuhvataju podskup organolantanida. Većina organocerijumovih jedinjenja sadrži Ce(III), ali su poznati neki derivati Ce(IV).

## Alkil derivati
Jednostavni alkilcerijumski reagensi su dobro poznati. Jedan primer je [Li(tmeda)]
3Ce(CH
3)
6.
Iako su opisani kao RCeCl2, njihove strukture su daleko složenije. Štaviše, izgleda da rastvarač menja strukturu rastvora kompleksa, pri čemu su primećene razlike između reagenasa pripremljenih u dietil etru i tetrahidrofuranu. Postoje dokazi da osnovni hlorid formira polimernu vrstu u THF rastvoru, u obliku [Ce(μ-Cl)2(H2O)(THF)2]n, ali da li ova vrsta polimera postoji kada se formira organometalni reagens je nepoznato.

## Derivati ciklopentadienila
Ciklopentadienil derivati Ce su posebno dobro okarakterisani. Stotine su ispitane rendgenskom kristalografijom. Prikazani (C
5(CH
3)
4H)
3Ce je jedan od mnogih.
Neka od najbolje okarakterisanih organocerijum(IV) jedinjenja sadrže ciklopentadienil ligande, npr. Ce(C
5H
5)
3Cl

## Primene na organsku sintezu
Kao reagensi u organskoj hemiji, organocerijumska jedinjenja se tipično pripremaju in situ tretiranjem cerijum trihlorida organolitijumom ili Grignardovim reagensom. Reagensi su izvedeni iz alkil, alkinil i alkenil organometalnih reagensa, kao i enolati su opisani. Najčešći izvor cerijuma za ovu svrhu je cerijum(III) hlorid, koji se može dobiti u anhidrovanom obliku dehidratacijom komercijalno dostupnog heptahidrata. Pretkompleksiranje sa tetrahidrofuranom je važno za uspeh transmetalacije, pri čemu većina postupaka uključuje „snažno mešanje u periodu ne kraćem od 2 sata“. Međutim, strukture prikazane (kao ispod) za organocerijumski reagens su veoma pojednostavljene.
Ovi reagensi se dodaju 1,2 konjugovanim ketonima i aldehidima. Ova preferencija za direktno dodavanje pripisuje se oksofilnosti cerijumskog reagensa, koji aktivira karbonil za nukleofilni napad.